# Bedourie Airport
Bedourie Airport är en flygplats i Australien. Den ligger i kommunen Diamantina och delstaten Queensland, omkring 1 400 kilometer väster om delstatshuvudstaden Brisbane.
Trakten runt Bedourie Airport är nära nog obefolkad, med mindre än två invånare per kvadratkilometer..
Omgivningarna runt Bedourie Airport är i huvudsak ett öppet busklandskap. Genomsnittlig årsnederbörd är 223 millimeter. Den regnigaste månaden är februari, med i genomsnitt 64 mm nederbörd, och den torraste är augusti, med 1 mm nederbörd.